# モフォンゴ

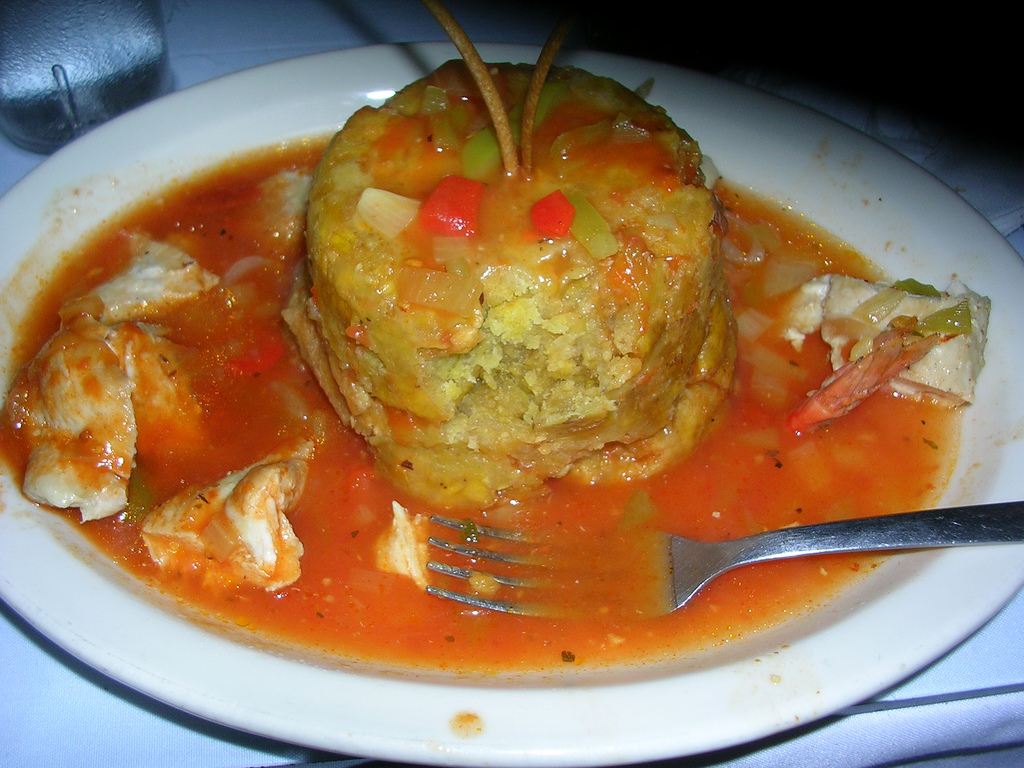
モフォンゴ

モフォンゴ（スペイン語：Mofongo）は、調理用バナナで作るカリブ海諸国の料理である。パンノキやキャッサバで作ることもできる
。ドミニカ共和国、プエルトリコ等のカリブ海諸国で食べられている。キューバではマチュキージョ（Machuquillo）またはミガス・デ・プラタノ（Migas de platano - 調理用バナナのミガス）と呼ぶ。

## 説明
モフォンゴは、通常、未熟の調理用バナナを揚げてから潰し、ブイヨン、ニンニク、オリーブ・オイル及び砕いたチチャロネス（Chicharrones - 脂肪の層がついた豚の皮の揚げ物）又はベーコンで味付けする。プエルトリコでは直径5cmくらいに丸めて供する。ドミニカ共和国のモフォンゴ・レジェーノ（Mofongo relleno）には、牛肉、鶏肉、魚介等の煮込みが詰められる。

## 起源
ドミニカ共和国の料理書によると、ドミニカ共和国のモフォンゴは、プエルトリコに由来すると説明されている。しかし、学問的には、この料理の大元の起源は西アフリカのフフに由来し、スペイン植民地のアフリカ人奴隷によってカリブ海地域に伝えられたとされる。ただし、フフには他のデンプン質の野菜も用いられる。